# Râul Valea Sârbului, Pogăniș
Râul Valea Sârbului este un afluent al râului Pogăniș. 

## Hărți
- Harta Județului Caraș-Severin